# Saint-Gilles-les-Bois
Saint-Gilles-les-Bois är en kommun i departementet Côtes-d'Armor i regionen Bretagne i nordvästra Frankrike. Kommunen ligger i kantonen Pontrieux som tillhör arrondissementet Guingamp. År 2022 hade Saint-Gilles-les-Bois 389 invånare.

## Befolkningsutveckling
Antalet invånare i kommunen Saint-Gilles-les-Bois
Referens:INSEE